# Факрелл, Кайлер
Кайлер Брюс Факрелл (англ. Kyler Bruce Fackrell, 25 ноября 1991, Меса, Аризона) — профессиональный американский футболист, выступающий на позиции лайнбекера в клубе НФЛ «Лос-Анджелес Чарджерс». На студенческом уровне играл за команду университета штата Юта. На драфте НФЛ 2016 года был выбран в третьем раунде.

## Биография
Кайлер Факрелл родился 25 ноября 1991 года в Месе в штате Аризона. Один из четырёх детей в семье Даррелла и Лори Факреллов. Там же он учился в старшей школе. За её футбольную команду Факрелл играл квотербеком, ресивером, сэйфти и лайнбекером. В течение четырёх лет он выступал за команду школы по баскетболу, два года играл в волейбол.

### Любительская карьера
В 2011 году Факрелл поступил в университет штата Юта. Первый год в её команде он провёл в статусе освобождённого игрока, принимая участие только в тренировках. На второй год он дебютировал в турнире NCAA, сыграв в стартовом составе все тринадцать матчей команды. За сезон Факрелл сделал 87 захватов и три перехвата. По итогам турнира Ассоциация футбольных журналистов Америки включила его в состав сборной новичков сезона.
В сезоне 2013 года Факрелл сыграл в основном составе команды четырнадцать матчей, сделал пять сэков и 82 захвата. Несколько раз его признавали лучшим защитником недели в конференции Маунтин Вест. В турнире 2014 года он принял участие только в одном матче, получив серьёзную травму колена. В команду Факрелл вернулся в сезоне 2015 года, сыграв тринадцать матчей и сделав 82 захвата и пять сэков. По итогам турнира он претендовал на награду имени Дика Баткаса лучшему лайнбекеру студенческого футбола.
Во время учёбы Факрелл женился на Элизабет Люк, в 2013 году у них родилась дочь. Осенью 2015 года он получил диплом бакалавра по специальности бизнес-администрирование.

#### Статистика выступлений в NCAA
| Сезон | Команда         | Игры | Захваты | Захваты | Захваты | Захваты | Захваты | Перехваты | Перехваты | Перехваты | Перехваты | Перехваты | Фамблы | Фамблы | Фамблы | Фамблы |
| Сезон | Команда         | Игры | Solo    | Ast     | Tot     | Loss    | Sk      | Int       | Yds       | Y/R       | TD        | PD        | FR     | Yds    | TD     | FF     |
| ----- | --------------- | ---- | ------- | ------- | ------- | ------- | ------- | --------- | --------- | --------- | --------- | --------- | ------ | ------ | ------ | ------ |
| 2011  | Юта Стейт Эггис | 0    | 0       | 0       | 0       | 0,0     | 0,0     | 0         | 0         | 0,0       | 0         | 0         | 0      | 0      | 0      | 0      |
| 2012  | Юта Стейт Эггис | 13   | 28      | 59      | 87      | 8,0     | 3,0     | 3         | 26        | 8,7       | 0         | 0         | 0      | 0      | 0      | 0      |
| 2013  | Юта Стейт Эггис | 14   | 37      | 45      | 82      | 13,0    | 5,0     | 1         | 99        | 99,0      | 1         | 1         | 1      | 0      | 0      | 2      |
| 2014  | Юта Стейт Эггис | 1    | 2       | 0       | 2       | 0,0     | 0,0     | 0         | 0         | 0,0       | 0         | 0         | 0      | 0      | 0      | 0      |
| 2015  | Юта Стейт Эггис | 13   | 37      | 45      | 82      | 15,0    | 5,0     | 0         | 0         | 0,0       | 0         | 0         | 4      | 1      | 1      | 2      |
| Всего | Всего           | 41   | 104     | 149     | 253     | 36,0    | 13,0    | 4         | 125       | 31,3      | 1         | 1         | 5      | 1      | 1      | 4      |

### Профессиональная карьера
Перед драфтом НФЛ 2016 года сильными сторонами Факрелла называли его антропометрические данные и набор навыков, позволявший играть лайнбекером или ди-эндом. Обозреватель сайта Bleacher Report отмечал, что в колледже его чаще использовали в прикрытии, чем в пас-раше, где игрок мог бы лучше использовать свои навыки. К минусам относили недостаточную подвижность, которая стала заметна во время тренировок перед матчем звёзд студенческого футбола, нестабильность его игры за Эггис и возможные последствия травмы крестообразной связки колена.
На драфте Факрелл был выбран клубом «Грин-Бэй Пэкерс» в третьем раунде. В мае он подписал четырёхлетний контракт новичка на общую сумму около 3 млн долларов. Во время предсезонных сборов команды он испытывал проблемы в игре один-на-один против линейных нападения, но стал лучшим по количеству сделанных захватов. По ходу регулярного чемпионата Факрелла задействовали в составе специальных команд, в защите он выходил на поле, когда отдых давали кому-либо из основных игроков. Ожидания от его игры были достаточно высокими из-за того, что он был на несколько лет старше других новичков «Пэкерс». В декабре обозреватель ESPN Роб Дембовски назвал игрока худшим среди дебютантов команды. Всего он сыграл в тринадцати матчах, сделав восемнадцать захватов и два сэка.
Перед началом сезона 2017 года команду покинули Джулиус Пепперс и Дейтон Джонс, после чего игровое время Факрелла увеличилось. Он сыграл в шестнадцати матчах регулярного чемпионата, два начал в стартовом составе. Он не смог сделать ни одного сэка, но регулярно оказывал давление на квотербеков соперника. Факрелл был полезен и в составе специальных команд, отличившись заблокированным пантом. В последующее межсезонье новым координатором защиты Пэкерс стал Майк Петтин. При нём Факрелл стал третьим ди-эндом команды. В стартовом составе он вышел в матче одиннадцатой недели против «Сиэтла», сделав три сэка. Всего в регулярном чемпионате 2018 года он сделал 10,5 сэков, показав один из лучших результатов команды за последние десять лет. В 2019 году эффективность его игры сильно сократилась, в чемпионате он сделал всего один сэк. После окончания сезона он получил статус свободного агента. Весной 2020 года он подписал однолетний контракт на сумму 4,6 млн долларов с клубом «Нью-Йорк Джайентс». 
В 2020 году в составе «Джайентс» Факрелл сыграл двенадцать матчей, сделав четыре сэка и занеся тачдаун на возврате перехвата. После завершения сезона он получил статус свободного агента. В марте 2021 года он подписал однолетний контракт на 1,5 млн долларов с «Лос-Анджелес Чарджерс».

#### Статистика выступлений в НФЛ

##### Регулярный чемпионат
| Сезон | Команда           | Игры | Захваты | Захваты | Захваты | Захваты | Захваты | Перехваты | Перехваты | Перехваты | Перехваты | Перехваты | Фамблы | Фамблы | Фамблы | Фамблы |
| Сезон | Команда           | Игры | Solo    | Ast     | Tot     | Loss    | Sk      | Int       | Yds       | Y/R       | TD        | PD        | FR     | Yds    | TD     | FF     |
| ----- | ----------------- | ---- | ------- | ------- | ------- | ------- | ------- | --------- | --------- | --------- | --------- | --------- | ------ | ------ | ------ | ------ |
| 2016  | Грин-Бэй Пэкерс   | 13   | 16      | 2       | 18      | 1       | 2,0     | 0         | 0         | 0,0       | 0         | 1         | 0      | 0      | 0      | 1      |
| 2017  | Грин-Бэй Пэкерс   | 16   | 22      | 6       | 28      | 6       | 3,0     | 0         | 0         | 0,0       | 0         | 0         | 1      | 0      | 0      | 0      |
| 2018  | Грин-Бэй Пэкерс   | 16   | 29      | 13      | 42      | 12      | 10,5    | 0         | 0         | 0,0       | 0         | 0         | 0      | 0      | 0      | 0      |
| 2019  | Грин-Бэй Пэкерс   | 16   | 13      | 10      | 23      | 2       | 1,0     | 0         | 0         | 0,0       | 0         | 0         | 0      | 0      | 0      | 0      |
| 2020  | Нью-Йорк Джайентс | 12   | 23      | 11      | 34      | 7       | 4,0     | 1         | 46        | 46,0      | 1         | 2         | 0      | 0      | 0      | 1      |
| Всего | Всего             | 73   | 103     | 42      | 145     | 28      | 20,5    | 1         | 46        | 46,0      | 1         | 3         | 1      | 0      | 0      | 2      |

##### Плей-офф
| Сезон | Команда         | Игры | Захваты | Захваты | Захваты | Захваты | Захваты | Перехваты | Перехваты | Перехваты | Перехваты | Перехваты | Фамблы | Фамблы | Фамблы | Фамблы |
| Сезон | Команда         | Игры | Solo    | Ast     | Tot     | Loss    | Sk      | Int       | Yds       | Y/R       | TD        | PD        | FR     | Yds    | TD     | FF     |
| ----- | --------------- | ---- | ------- | ------- | ------- | ------- | ------- | --------- | --------- | --------- | --------- | --------- | ------ | ------ | ------ | ------ |
| 2016  | Грин-Бэй Пэкерс | 3    | 1       | 1       | 2       | 0       | 0,0     | 0         | 0         | 0,0       | 0         | 0         | 0      | 0      | 0      | 0      |
| 2019  | Грин-Бэй Пэкерс | 2    | 2       | 0       | 2       | 1       | 1,0     | 0         | 0         | 0,0       | 0         | 0         | 0      | 0      | 0      | 0      |
| Всего | Всего           | 5    | 3       | 1       | 4       | 1       | 1,0     | 0         | 0         | 0,0       | 0         | 0         | 0      | 0      | 0      | 0      |